# Die Hochzeitsfalle
Die Hochzeitsfalle (Buying the Cow) ist eine US-amerikanische Filmkomödie von Walt Becker aus dem Jahr 2002.

## Handlung
I. Akt - Das Zusammenleben mit einer nicht-seelenverwandten Frau
Der in Los Angeles lebende David ist seit fünf Jahren mit seiner Freundin Sarah zusammen. Sie drängt ihn, sie endlich zu heiraten. Ansonsten würde sie einen Arbeitsplatz in New York City annehmen und ihn verlassen. Er muss sich während einer zweimonatigen Probezeit entscheiden. 
Trotz guter Beziehung zögert er, sie zu heiraten, da er das Gefühl der Seelenverwandtschaft vermisst. Er erinnert sich an Julie, die er mit 17 Jahren auf einem Flughafen traf und in die er sich sofort verliebte. Der anschließende Briefwechsel mit intimen Inhalten wurde von ihrem Vater und der Polizei beendet, als sich herausstellte, dass sie erst elf Jahre alt war. In einem Café bemerkt David eine Frau, zu der er sich wieder sofort stark hingezogen fühlt, aber die er nicht rechtzeitig ansprechen kann.
II. Akt - Die Suche nach der seelenverwandten Frau
Seine Freundin erlaubt ihm, sich mit anderen Frauen zu treffen. Sie glaubt, er müsse sich nur austoben und würde sie danach heiraten wollen. David gibt eine Kontaktanzeige auf, in der er nach einer Seelenverwandten sucht.
Als David wieder das Café besucht, verpasst er die Frau erneut. Aber er sieht, dass sie in ihrer Zeitung seine Kontaktanzeige eingekreist hat. Er lädt mehrere Anruferinnen gleichzeitig in eine Hotelbar ein.
Am Treffpunkt lässt er sich verleugnen, weil die erwartete Frau nicht dabei ist.
Durch einen unglücklichen Zufall kommt heraus, dass er  alle vier Frauen eingeladen hat. Daraufhin wird er von ihnen verprügelt. Als die erwartete Frau eintrifft und an der Rezeption von dem Tumult erfährt, fährt sie weg, ohne ihn gesehen zu haben. Sarahs Arbeitgeber ist mit ihren Leistungen sehr zufrieden und bietet ihr kurzfristig einen besseren Arbeitsplatz an. Deswegen verlangt sie von ihrem Freund eine kurzfristige Entscheidung und fliegt zurück nach Los Angeles.
Ein Freund schickt David eine Einladung zu seiner Hochzeit. Er will in New York Davids Urlaubsliebe Julie heiraten. Als Sarah am Flughafen ankommt, macht er mit ihr Schluss und fliegt zur Hochzeit.
III. Akt - Das Finden der seelenverwandten Frau
Julie erkennt ihn nicht wieder. Es stellt sich heraus, dass David sie damals nur erschreckt hat und ihre neunjährige Schwester Katie die Briefe geschrieben hat. Katie hätte ihrer Meinung nach noch keine Beziehung gehabt, da sie durch den Briefkontakt schwer traumatisiert worden wäre. 
David hört auf an die Existenz einer Seelenverwandten zu glauben und lässt Julie seinen Freund heiraten. 
Er trifft auf der Hochzeit Sarah wieder, die in New York eine neue, attraktivere Liebe auf den ersten Blick gefunden hat. Es stellt sich heraus, dass Katie die Frau aus dem Café ist. David verfolgt ihr Taxi und nimmt eine Abkürzung durch den Wald. Er kann das Taxi stoppen, indem er darauf springt.
Katie und David küssen sich sofort und fahren wegen seiner Verletzungen ins Krankenhaus.

## Kritiken
Kevin Laforest schrieb im Apollo Movie Guide, der Film vermische die Subgenres der „kindischen“ Sexkomödien und der romantischen Komödien. Manchmal gelinge es wie in der Komödie Verrückt nach Mary; Die Hochzeitsfalle wirke im Gegensatz zum erstgenannten Film „vertrottelt“ und gleichzeitig „abstoßend“. Der Kritiker vermutete, die Filmautoren hätten jedermann ansprechen wollen, aber würden niemanden zufriedenstellen. Der Film „verspotte“ in einem unlustigen Substrang der Handlung die homosexuellen Menschen.
Das Lexikon des internationalen Films schrieb, der Film sei eine „Komödie über sympathische Mittzwanziger, die sich bemühen, ihren Weg zu finden, sich durch ihre Unentschlossenheit aber immer wieder Steine in den Weg legen“.

## Hintergrund
Der Film wurde in Los Angeles gedreht.